# Quillaja
Quillaja és un gènere de plantes amb flors, gènere únic dins la família Quillajaceae. En temps passats es considerava dina la família rosàcia, però ara es considera dins la seva pròpia família. L'escorça interior de l'arbre (Q. saponaria) conté saponina, la qual és un sabó natural. Els membres d'aquest gènere són arbres d'uns 25 m dalt.

## Taxonomia
Quillaja brasiliensis (A.St.-Hil. & Tul.) Mart

Quillaja lanceolata D.Dietr.

Quillaja lancifolia D.Don

Quillaja molinae DC.

Quillaja petiolaris D.Don

Quillaja poeppigii Walp.

Quillaja saponaria Molina

Quillaja sellowiana Walp.

Quillaja smegmadermos DC.